# Al-Malikiyah, Azaz
al-Malikiyah (tiếng Ả Rập: المالكية) là một ngôi làng ở phía bắc tỉnh Aleppo, tây bắc Syria. Nó nằm trên chân núi Şewarxa, cách 2 kilômét (1,2 mi) phía tây nam Azaz, 40 km (25 mi) về phía bắc thành phố Aleppo.
Hành chính ngôi làng thuộc về Nahiya Azaz ở quận Azaz. Các địa phương lân cận bao gồm Maraanaz cách 2 km (1,2 mi) về phía đông, ở rìa phía tây của đồng bằng Queiq và Maryamin cách 4 km (2,5 mi) xa hơn về phía tây. Trong cuộc điều tra dân số năm 2004, al-Malikiyah có dân số 177 người.